# Bryocodia lilacina
Bryocodia lilacina là một loài bướm đêm trong họ Noctuidae.